# Pongszang kogurjói király
Pongszang (Bongsang) vagy Cshigal (Chigal) (? – 300) az ókori Kogurjo (Goguryeo) állam tizennegyedik királya volt.

## Élete
Szocshon (Seocheon) fiaként született Ko Szangbu vagy Szapsiru (고상부 / 삽시루, 高相夫 / 歃矢婁, Go Sangbu vagy Sabsiru) néven. Gyerekkora óta arrogáns és gyanakvó volt, királyként megszabadult mindenkitől, akiről úgy vélte, veszélyt jelenthet rá, beleértve a testvérét és a nép körében népszerű nagybátyját, Ko Dalgát (Go Dalgát). Testvére fiát, Ulbul (Eulbul)t is meg akarta öletni, azonban neki sikerült elmenekülnie.
Uralkodása alatt az egyetlen figyelemre méltó tette a hszienpej (xianbei) törzsfőnök, Murong Huj (Murong Hui) támadásának visszaverése volt 296-ban. Ezt a katonai sikert Csang Dzsori (Chang Jo-ri) nevű főminiszterének köszönhette. 298-ban éhinség sújtotta az országot a rossz időjárás miatt, ennek ellenére a király új palota építése céljából robotra kötelezett minden 15 év fölötti lakost, a nőket is. Az elégedetlenség egyre nőtt, végül 300-ban a főminiszter és a hivatalnokok puccsal letaszították trónjáról, Pongszang (Bongsang) pedig fiaival együtt öngyilkos lett. Trónon öccsének elmenekült fia, Ulbul (Eulbul) követte.